# 양의신
양의신(중국어 정체자: 楊義臣, 병음: Yáng Yìchén 양이천[*], ? ~ 617년)은 중국 수나라의 장수로 원래 성씨는 울지(중국어 정체자: 尉遲, 병음: Yùchí 위치[*])이다. 돌궐 정벌과 고구려 원정에 참전했으며, 양량, 장금칭 등 반란 세력을 토벌했다.